# SŽ serija 311/315
SŽ serija 311/315, poznana po nadimku »gomulka«, je bila serija tri- in štiričlenih elektromotornih potniških garnitur Slovenskih železnic. Garniture so bile sestavljene iz enega ali dveh motornih členov, oštevilčenih kot 311, ter krmilnih členov na vsakem koncu, označenih s 315.
Izdelane so bile v 60. in 70. letih dvajsetega stoletja v poljski tovarni Pafawag v Wrocławu in so vrsto let predstavljale glavnino potniških vlakov po vseh slovenskih elektrificiranih progah. Iz prometa so se začele umikati začetek novega tisočletja po nakupu serije 312/317, zadnje garniture pa so končale z obratovanjem leta 2021, ko jih je nadomestila serija 510/515.

## Zgodovina
Serija 311/315 temelji na elektromotorni garnituri Pafawag 5B/6B, ki jih je poljska tovarna Pafawag izdelovala od leta 1961 vse do 1993. Kmalu po elektrifikaciji odseka Ljubljana–Postojna in proge Ljubljana–Jesenice je bil proizvajalec izbran za nakup elektromotornih vlakov. Junija 1964 je bil s Poljske za poskusno uporabo posojen primerek, ki je vozil med Ljubljano in Sežano; po uspešno prestanem preizkusu je SŽP Ljubljana 25. avgusta istega leta sklenila pogodbo za dobavo treh tročlenih in 12 štiričlenih garnitur.
Prve so v Jugoslavijo 11. decembra 1964 prispele tročlene garniture, v letih 1965 in 1966 so sledila štiričlena vozila. Tročlene enote so bile oštevilčene kot podserija 311/315-0xx in štiričlene kot podserija 311/315-1xx. Po tedanjem poljskem voditelju Władysławu Gomułki se jih je kmalu oprijel vzdevek »gomulka«. Skoraj sočasno je tudi železniško transportno podjetje Rijeka naročilo nekaj tovrstnih garnitur, ki so premogle tudi oddelek prvega razreda.
Leta 1972 je bila sklenjena pogodba za nakup novih 15 štiričlenih garnitur, ki so bile izdelane v letih 1974 in 1975 in oštevilčene kot podserija 311/315-2xx. Od podserije 1xx so se med drugim razlikovale po večji moči in drugačni razporeditvi odjemnikov toka.
Zaradi pomanjkanja garnitur in hkratne nepopolne izkoriščenosti večjih enot je bilo leta konec 70. let dokupljenih nekaj krajnih krmilnih členov in nekaj štiričlenih garnitur podserije 1xx je bilo predelanih v tričlene garniture.
Čeprav se je s širjenjem električnega omrežja širila tudi uporaba serije 311/315, so jo pestile tudi mnoge težave – med drugim je bilo težavno slabo tesnjenje oken in delovanje pri nizkih temperaturah, pogoste pa so bile tudi okvare in požari. S predelavami se je zanesljivost povečala.
Po nakupu novih elektromotornih garnitur Pendolino (SŽ serija 310/316) in Siemens Desiro (SŽ serija 312/317) leta 2002 je bila predvidena upokojitev vseh vlakov serije 311/315; ko se je izkazalo, da za obratovanje potniškega prometa zgolj nove garniture ne zadoščajo, je nekaj gomulk ostalo v prometu. Številne enote so bile prodane v Italijo ali nazaj na Poljsko ali so bile razrezane. Dokončen umik te serije iz prometa (zadnjih dveh garnitur) se je zgodil 24. junija 2021, po prehodu na počitniški vozni red in ob skorajšnjem pričetku obratovanja novih Stadlerjevih elektromotornih garnitur (julij 2021).
Dve garnituri so ohranili kot eksponata, ena stoji v Tržišču, druga pa v Ilirski Bistrici.
- SŽ 311/315 v Ljubljani
- Tročlena garnitura podserije 0xx
- Notranjost
- Notranjost
- Strojevodska kabina odslužene enote
- Tovarniška tablica